# Gabriel de Lautrec
Pour les articles homonymes, voir Lautrec.
Œuvres principales
- La Vengeance du portrait ovale

Gabriel de Lautrec, né le 21 février 1867 à Béziers et mort le 25 juillet 1938, est un romancier, poète, traducteur et humoriste français.

## Biographie
Gabriel de Lautrec est un cousin du peintre Henri de Toulouse-Lautrec, mais il n'entretenait avec lui que des rapports distants
Il est le disciple oublié d'Alphonse Allais. Chroniqueur, traducteur et poète, il fut aussi un franc rigolo.
Il apparaît à Paris en 1889, svelte et élégant, portant monocle, il est vicomte, et fume le cigare. Répétiteur dans un lycée parisien, il fréquente les brasseries littéraires du Quartier latin et fait la rencontre d'Alphonse Allais au Chat noir, le cabaret montmartrois. Il obtient sa licence ès lettres et publie le recueil de Poèmes en prose (1898) qui lui ouvre les portes du Tout-Paris littéraire.
Gabriel de Lautrec tient salon à Passy où il reçoit Jean Lorrain, Willy, Jean de Tinan, Alfred Jarry, Oscar Wilde et Paul Verlaine. Il avait rencontré ce dernier « un soir, devant un café, naturellement, rue Soufflot. Un homme de cinquante ans, fatigué, traînant la jambe, mais fier. Et une vraie tête de faune. » À la mort du poète, Gabriel de Lautrec veille son corps. Il avouera dans ses mémoires avoir dérobé une mèche de ses cheveux.
Parmi ses titres de gloire, il faut noter la fondation en 1930 de l'Académie de l'humour avec Curnonsky et Courteline.
Il a également traduit des contes de Mark Twain, qu'il a fait précéder d'un essai sur l'humour.
Il est évoqué par Roland Dorgelès dans  Au beau temps de la Butte, Paris, Albin-Michel, 1963, pp.178-181)
En 1929, Lautrec prend sa retraite de professeur de latin à Marseille puis revient à Paris, malade et dépité. Il n'a pas connu de véritable consécration. Candidat malheureux à l'Académie française en 1923, il obtient la Légion d'honneur en 1936.

## Œuvres
- Poèmes en prose (1898)
- Les Roses noires (1906)
- "Histoire d'un inconnu" (Akademos, février 1909)
- Monsieur de Crac (1913) (Pierre Lafitte & Cie éditeurs - ill. de R. de la Nézière)
- André Foy, Joseph Hémard (1920), éditions Galerie Montaigne, Paris
- Le Serpent de mer (1922)
- La Vengeance du portrait ovale (1922 ; rééd. 1997 dans la coll. « L'Alambic », L'Esprit des Péninsules)
- Souvenirs des jours sans souci (1938)

## Anthologie
- Gaston Derys, L'art d'être gourmand, Paris, Albin Michel.1929. Dans ce livre qui donne 290 recettes de gens de lettres, artistes, hommes politiques, etc. Derys mentionne une recette (n° CCLXXXVII) de Gabriel de Lautrec[2]: Omelette aux œufs durs

« L'omelette aux œufs durs se prépare ainsi: vous faites durcir des œufs, à raison d'un par personne [ ]. Puis vous les coupez en quatre, dans le sens de la longueur, pour ménager le jus.
Cela fait, vous confectionnez une omelette ordinaire, avec les œufs bien battus. Quand elle commence à cuire, vous y précipitez vos quartiers d'œufs durs, en les espaçant pour qu'ils ne se rejoignent pas. Vous pliez l'omelette sur eux, pour qu'on ne les voit pas, et que les convives ne se doutent de rien.
Ce plat, quand il est réussi, suscite chez l'estomac une stupeur agréable qui facilite singulièrement la digestion. »